# Povratni tifus
Povratni tifus ili povratna groznica  (febris recurrens, typhus recurrens, tick fever)) je akutna infektivna bolest sa karakterističnim kliničkim tokom i posebnim načinom prenošenja. Uzrokuje je nekoliko vrsta spiroheta iz roda Borrelia (zvana i Obermeier’s spirillum). Kako bolest prenose vaši ili krpeljima, spada u grupu zoonza, ili vektorskih zaraznih bolesti.
Klinička slika se karakteriše relapsima ili ponavljajućim febrilnim epizodama (kojih može biti 2—10) u trajanju od 3 do 5 dana koje su odvojene poboljšanjem opšteg stanja ili periodom prividnog oporavka. Uspešno se leči antibioticima i simptomatskom terapijom.

## Nazivi
Iako je izraz povratne groznice najadekvatniji, jer se radi o jednom obolajenju iz grupe groznica, nomenklatura nije jedinstvena, pa se za ovu grupu oboljenja koriste različiti nazivi: povratni tifus — evropska povratna groznica — povratna groznica — povratnica — tifus gladi — tifoidna groznica — rekurentna groznica — groznica gladi — krpeljska groznica — krpeljski rekurens.

## Istorija
Povratni tifus, tifoidnu ili povratnu groznicu, (febris reccurens) prvi je opisao irski lekar, Džon Ruti (John Rutty 1697–1775), a njegovog uzročnika, spiralnu bakteriju iz roda Borelija (Borrelia) prvi je izolovao 1868. godine Oto Obermajer (Otto Hugo Franz Obermeier 1843–1873) 

## Epidemiologija
Epidemiološki se razlikuju dv velike grupe povratnog tifusa, i to one čiji je prenosilac vaš i one koje prenose krpelji.
Povratni tifus koji prenosi vaš
Povratni tifus koji prenosi vaš endemski se javlja samo u nekim delovima Afrike i južne Amerike. Izvor infekcije je čovek. Vaši se inficiraju sišući krv bolesnika za vreme febrilnog atake. U organima za varenje vašiju uzročnici se razmnožavaju i nakon sedam dana, hemolimfa je preplavljena borelijama.
Češanjem i gnječenjem vašijui, utrljaju se uzročniei u lediranu kožu, sluzokožu i konjunktive oka. Da bi došlo do infekcije, neophodno je zgnječiti vaš, za šta je potreban i visok nivo vašljivosti, kao i postojanje mikrolezija kože (najčešće grubim češanjem). Interhumani prenos (sa čoveka) je nemoguć.
Povratni tifus koji prenosi krpelj
Povratni tifus koji prenosi krpelji, poznat i kao krpeljski rekurens, endemski se javalja u Americi, Africi, Aziji i Europi. Krpeljski rekurens se prenosi raznim vrstama krpelja, koji su se inficira sišući krv inficiranog glodara. Uzročnik prvo dospeva u digestivni trakt krpelja a onda u njegovu hemolimfu a iz nje u pljuvačne žlezde i ovarijum. Uzročnik krpelskog rekurensa se prenosi na čoveka ujedom krpelja. Transovarijalnim putem, uzročnik se dugo održava u krpeljima. Kod krpeljskog rekurensa je, prema tome, pored glodara, izvor infekcije krpelj i čovek.
Krpeljski rekurens je sezonska bolest, kada je maksimalna infestacija krpeljima u prirodnom okruženju, za razliku od vašljivog oblika bolesti, koji je zimskoprolećnog perioda.

## Etiologija i patogeneza
Povratna grounica je naziv koji se primjenjuje za klinički slične ali etiološki različite rekurentne groznica. Artropodni vektori mogu biti meki krpelji iz roda Ornithodoros ili telesna vaš, što zavisi od geografske lokaciji.
Mikrobiologija
Borelije su nežni, filamentozni mikroorganizmi, 8 do 30 m dugi, ušiljenih krajeva s 4 do 10 velikih, nepravilnih zavoja. Pojavljuju se u krvi za vreme febrilnog perioda i mogu se naći u unutarašnjim organima, najčešće u slezeni i mozgu.
Vaš se inficira sišući krv bolesnika tkom febrilnog stadijuma bolesti. Spirohete se ne prenose direktno na čoveka; već onda kada se zgnječi vaš, one ulaze kroz oštećenu kožu ili ugrizno mesto.
Na krpelje spirohete prelaze sa glodara koji služe kao rezervoar bolesti; ljudi se inficiraju kad spirohete iz pljuvačke ili ekskreta krpelja uđu u kožu prilikom uboda krpelja.
Opisani su i oblici kongenitalna borelioza 

## Klinička slika
Inkubacija bolesti je od 3 do 11 dana (u proseku 6 dana). Početak je iznenadan sa groznicom, iza koje nastaje visoka temperatura, tahikardija, jaka glavobolja, povraćanje, mialgije i artralgije a dosta često i delirijum.
Moguća je pojava eritematoznog makuloznog ili petehijalnog osipa na trupu i ekstremitetima; mogu biti prisutna i subkonjuktivalna krvarenja, i krvarenja u koži i sluzokoži, a može se pojaviti i blaga polimorfonuklearna leukocitoza.
U kasnijem toku bolesti može se pojaviti žutica, hepatomegalija, splenomegalija, miokarditis i zastoj srca, naročito kod bolesti koju prenose vaš. Povišena temperatura traje 3 do 5 dana, zatim naglo pada, što ukazujući na prekretnicu u bolesti.
Bolest traje od 1 do 54 dana (prosečno 18 dana).
Bolesnik je obično bez simptoma nekoliko dana do jedne nedelje ili više. Potom može slediti relaps, koji je u vezi sa cikličkim razvojem parazita. Javlja nagli povratak groznice i često artralgija i svi ostalih simptomi i znaci koji su ranije bili prisutni. Žutica je češća za vreme relapsa.
Bolest nakon relapsa prestaje kao i ranije, ali ako se ne leći može doći do razvoja još 2 do 10 sličnih febrilnih epizoda u intervalima od 1 do 2 nedelje. Težina svake sljedeće epizode je sve manja, te konačno dolazi do oporavka kad se u bolesnikovom organizmu razvije imunitet.

## Komplikacije
Komplikacije uključuju pobačaj, oftalmitis, egzacerbaciju astme i erythema multiforme. Moguća je pojava iritisa ili iridociklitisa i oštećenje centralnog nervnog sistema.

## Dijagnoza i prognoza
Za dijagnozu govori rekurentna vrućica, a potvrđuje ju nalaz spiroheta u krvi za vrijeme febrilnog stadija. Spirohete se mogu vidjeti mikroskopiranjem u tamnom polju ili u razmazima ili gustoj kapi obojanima po Wrightu ili Giemsi (Akridin narančasta boja za ispitivanje krvi ili tkiva osjetljivija je od bojanja po Wrightu ili Giemsi za razmaze periferne krvi). Budući da se krpelji na čovjeku hrane noću, a ubod im je bezbolan, većina bolesnika ne daje podatak o ubodu krpelja ali mogu dati podatak o noćnom boravku u spiljama ili seoskim objektima. Kod bolesti koju prenose krpelji, nakon intraperitonealne injekcije bolesnikove krvi u miša ili štakora, nakon 3 do 5 dana se u krvi dobivenoj iz repa životinje mogu naći spirohete u velikom broju.

## Diferencijalna dijagnoza
Diferencijalna dijagnoza uključuje:
- Artritis kod Lajmske borelioze,
- Malariju,
- dengu,
- Žutu groznicu,
- Leptospirozu,
- Tifus,
- Influencu
- Paratifus.

## Profilaksa
Infekcije koje prenose krpelji je teško sprečiti jer su mere za kontrolu krpelja često neadekvatne. Od pomoći mogu biti repelenti koji sadrže dietiltoluamid za kožu, odnosno permetrin za odjeću.

## Terapija
Kod groznice koju prenose krpelji, daju se:
Antibiotici
Tetraciklin ili eritromicin 500 mg na usta svakih 6 h kroz 5 do 10 dana. Jednokratna peroralna doza od 500 mg bilo kojeg od ova dva leka, dovodi do izlečenja groznice koju prenose vaši.
Doksiciklin 100 mg peroralno dva puta na dan, tokom 5 do 10 dana, takođe je delotvoran.
Eritromicin estolat 40 mg/kg/dan , podeljeno u 2 do 3 doze, daje se deci ispod 8 godina.
Kad povraćanje ili težina bolesti koja onemogućava peroralnu primenu, može se dati tetraciklin 500 mg u infuziji 100 ili 500 mL fiziološkog rastvora, jednom ili dva puta na dan (za decu iznad 8 godina, 25 do 50 mg/kg/dan, podeljeno u 4 doze)
Terapiju treba započeti rano, još za vreme febrilnog stadijuma ili tokom afebrilnog stadijuma ali nikako pri kraju febrilnog stadija, zbog opasnosti od Jarisch-Herxheimerove reakcije, koja je ponekad smrtonosna kod bolesti koju prenose vaši. Osoblje i oprema trebaju biti spremni za slučaj da tokom lečenja nastupi ova reakcija. Težina Jarisch-Herxheimerove reakcije kod povratne groznice koju prenose krpelji, može biti smanjena primenom paracetamola 650 mg peroralno 2 h prije i 2 h nakon prve doze tetraciklina ili eritromicina.
Simptomatska terapija
Dehidraciju i neravnotežu elektrolita treba korigovati infuzijama.
Za olakšanje teške glavobolje može se upotrijebiti kodein 30 do 60 mg PO svakih 4 do 6 h.
Mučninu i povraćanje treba lečiti dimenhidrinatom 50 do 100 mg peroralno (ili 50 mg IM) svakih 4 h ili proklorperazinom 5 do 10 mg peroralno ili intramuskularno 1 do 4 puta/dan.
U slučaju insuficijencije srca indikovana je specifična terapija.

## Prognoza
Smrtnost je uglavnom od 0 do 5%, može biti značajno veća u vrlo mladih, starih, pothranjenih ili kondicioniranih bolesnika, trudnica ili za vreme epidemija bolesti koju masovno prenose vaši.

## Spoljašnje veze
- CDC: Relapsing Fever (језик: енглески)
- Scientist and astronomer Larry Webster infected with relapsing fever (језик: енглески)

|  | Molimo Vas, obratite pažnju na važno upozorenje u vezi sa temama iz oblasti medicine (zdravlja). |